# Aksaj (dopływ Aktasza)
Aksaj (ros. Аксай) – rzeka w Rosji, płynąca przez Czeczenię i Dagestan. Lewy dopływ rzeki Aktasz. Długość - 144 km, powierzchnia zlewni - 1390 km².

## Geografia
Aksaj ma swoje źródło w Górach Andyjskich na wysokości 2080 metrów nad poziomem morza, w Dagestanie. Długość rzeki wynosi 144 km. Uchodzi ona do rzeki Aktasz w okolicy wsi Charachinskij, w centralnym Dagestanie. Przepływa ona przez Rejon Botlichski w Dagestanie, następnie przez Rejon Nożaj-Jurtowski i Gudermeski w Czeczenii, a następnie stanowi granicę między dwoma republikami, wraca do Dagestanu i przepływa przez Rejon Nowolacki, Babajurtowski i Chasawiurcki, gdzie ma swoje ujście. Główne lewe dopływy Aksaju to Chorielk i Unkubutli, a główny prawy dopływ to Jamansu.